# Léon de Berluc-Perussis
Léon de Berluc-Perussis (Ate, 1835 - Ais de Provença, 1902), fou un advocat, intel·lectual, periodista i poeta occità dit lou felibre De Berlu. Descendent d'antics nobles provençals, fou amic de Frederic Mistral i inspirador de les teories federalistes de Josèp d'Arbaud. Fundà l’Académie du Sonnet, criticada per Mistral per qüestions de lideratge i per oposar-se a la presència d'intel·lectuals francesos. També adoptà el programa descentralitzador del comte de Chambord i la Declaració dels joves felibres del 22 de febrer del 1892. Conegut bibliòfil, a la seva mort deixà més de 10.000 llibres a la vila de Forcalquier.

## Obres
- Cant di Fourcauquieren à Nosto-Damo de Prouvènço
- Dous nouvè latin inedi de Fourtunat Pin
- Pèr un cros
- Moun oustalet
- Lou panegèri de Sant-Gargamèu
- Fount Jano d'Arc à Fourcauquié